# Arerunguá
El paraje Potreros de Arerunguá o simplemente Arerunguá, ocupa una importante extensión ubicado al centro y norte de la República Oriental del Uruguay sobre el arroyo Arerunguá. Se extiende sobre territorios que forman parte actualmente de los   departamentos de Salto y Tacuarembó. Sus coordenadas centrales aproximadas son: 31°34′00″S 56°47′05″O / -31.56667, -56.78472

La etimología Arerun-guá en idioma guaraní significaría «lugar donde transita gente».
Su importancia histórica radica en haber sido refugio de las familias Charrúas a raíz de la paulatina expansión colonial española, luego, durante el período revolucionario independentista y finalmente en la primera década del Uruguay independiente, hasta su exterminio casi total en la Matanza del Salsipuedes en 1831.[cita requerida]

El historiador Carlos Maggi en su libro “El Caciquillo”, sostiene la tesis que este pudo haber sido uno de los sitios de permanencia de Artigas durante sus “años en el destierro”. 
Así suele denominarse al largo período comprendido entre los 14 y 33 años de edad del jefe de los orientales. Maggi indaga la posibilidad de que entre los Charrúas, tuvo José Artigas su primera pareja y a su primer hijo, conocido posteriormente como Manuel Artigas y apodado, precisamente “El Caciquillo”. 

## El potrero de Artigas en 1805
En 1805 Artigas solicita y obtiene del comandante Viana, representante del virrey más de 105 mil hectáreas en Arerunguá.
"Me valgo del favor de V.M. para que me conceda merced de tierras en el rincón que forman el arroyo llamado Valentín que desagua en el Arapey Grande y las puntas de la cuchilla que sale al Daymán y hace rincón con otro arroyo llamado Arerunguá, el que hace barra con el propio Arapey Grande; (éstos) son los fondos, al norte.
El frente, al sur, cuenta hasta el paso del difunto Ignacio Vera, del cual sale un arroyito, hasta los cerros grandes que quedan inmediatos a la cuchilla de donde nace el Daymán." José Artigas.

## Cuartel General de Artigas 1814-1815
Pasados unos 10 años, en 1814-1815 Arerunguá sería el lugar elegido por Artigas , devenido en Protector de los Pueblos Libres, como centro de operaciones y cuartel general del ejército Oriental durante el período de la «Gesta artiguista» en el Río de la Plata.

Bandera de Artigas, Liga Federal, Arerunguá 1815.

En este cuartel general se izaría en enero de 1815 el primer pabellón artiguista, iniciador de la Liga de los Pueblos Libres.   
 En el oficio del 4 de noviembre de 1815 al gobernador de la provincia de Corrientes, había dispuesto la disposición y los colores a utilizarse en la bandera de los “Pueblos Libres”
...la bandera que se ha mandado levantar en los pueblos libres debe ser uniforme a la nuestra, si es que somos uno en los sentimientos.
Arerunguá era muy conocido en su época. Según Ferraro, algunos aristócratas de Córdoba, se referían al fervor artiguista de los jóvenes de la universidad, y decían de ellos: 
"Se mezclan con la plebe, y si por ellos fuera llevarían nuestra Universidad y hasta nuestra hermosa Catedral a la bárbara corte artiguista de Arerunguá".
Estas características sitúan a Arerunguá como lugar de un enorme valor histórico, dado que allí surgieron y maduraron elementos sustanciales de la “orientalidad” que distingue el ser Oriental en su esencia de nación.